# Pour l'amour de Moe
Pour l'amour de Moe (Dumbbell Indemnity) est le 17e épisode de la saison 9 de la série télévisée d'animation Les Simpson.

## Synopsis
Moe est dépressif. Homer l'interroge et découvre la cause de cet état : il n'a pas eu de rendez-vous galant depuis un bout de temps. Il décide donc de l'aider à trouver quelqu'un, mais c'est un échec.
Alors qu'il rentre à sa taverne, une femme nommée Renée l'aborde et entame une conversation. Au départ méfiant, Moe finit par prendre confiance et l'invite à sortir, ce qu'elle accepte à sa grande surprise. Il la couvre alors de cadeaux, l'invite à sortir à plusieurs reprises. Mais ses finances ne suivent pas. Il décide donc de réclamer à ses habitués de payer leur ardoise, ce qui les fait fuir. En désespoir de cause, il a une dernière idée : détruire sa voiture, un vieux clou mais assurée pour une coquette somme, et toucher l'assurance. Pour éviter d'être soupçonné, il demande à Homer de la voler et de la détruire en la laissant sur des rails au passage d'un train, pendant qu'il se crée un alibi en participant à une soirée de charité sur un yacht, organisée par la police.
Après avoir bien fait remarquer aux policiers où était garée sa voiture, Moe embarque sur le yacht avec Renée, et est nerveux toute la soirée. Pendant ce temps, Homer empêche Le Serpent de voler la voiture de Moe, et s'en va appliquer le plan. Mais en chemin il passe devant un drive-in passant un film avec un singe en vedette. Il décide donc de s'y arrêter. Alors que le train approche, Homer prend conscience qu'il a oublié de garer la voiture sur les rails. Il se dépêche alors de conduire la voiture, mais arrive juste trop tard, quand le train est déjà passé. Il décide alors de jeter la voiture dans la mer du haut d'une falaise. Par un coup du sort, Homer retombe dans la voiture après s'en être éjecté, et tombe avec elle dans la mer, juste devant le yacht où Moe passait la soirée. Homer est alors arrêté pour le vol de la voiture...